# 東京富士美術館

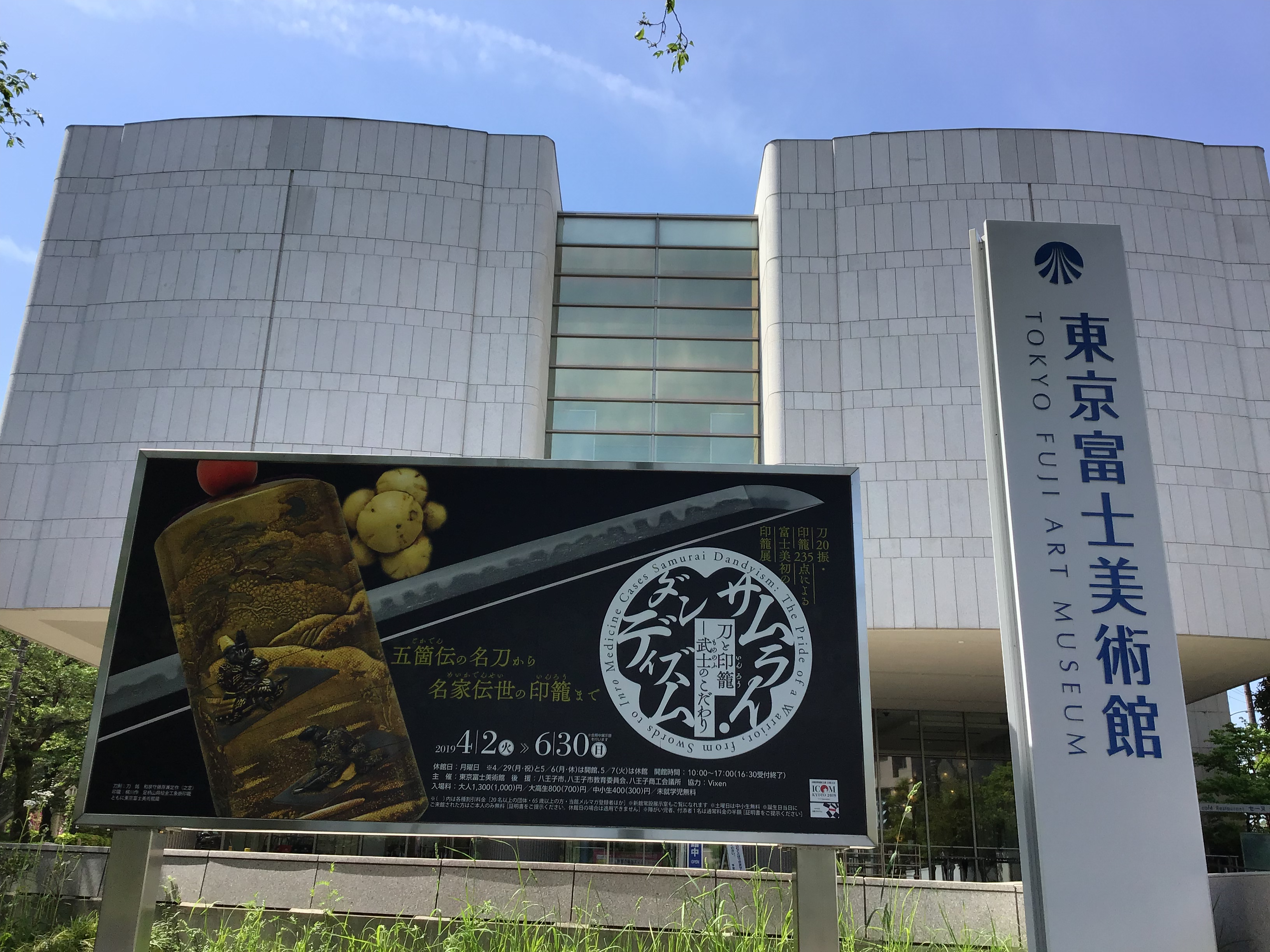
東京富士美術館

公益財團法人東京富士美術館（日语：／ Tōkyō fuji bijyutsukan）是位於日本東京都八王子市的一座美術館。
東京富士美術館開館於1983年11月3日，由創價學會名誉會長池田大作創建，擁有約3百萬件世界各地的美術品。2008年，東京富士美術館開設新館。美術館和創價大學相鄰。

## 外部連結
- 维基共享资源上的相關多媒體資源：東京富士美術館
- 公益財団法人東京富士美術館 （页面存档备份，存于）

35°41′11″N 139°19′45″E / 35.686283°N 139.329107°E